# Georgenkapelle (Luckau)

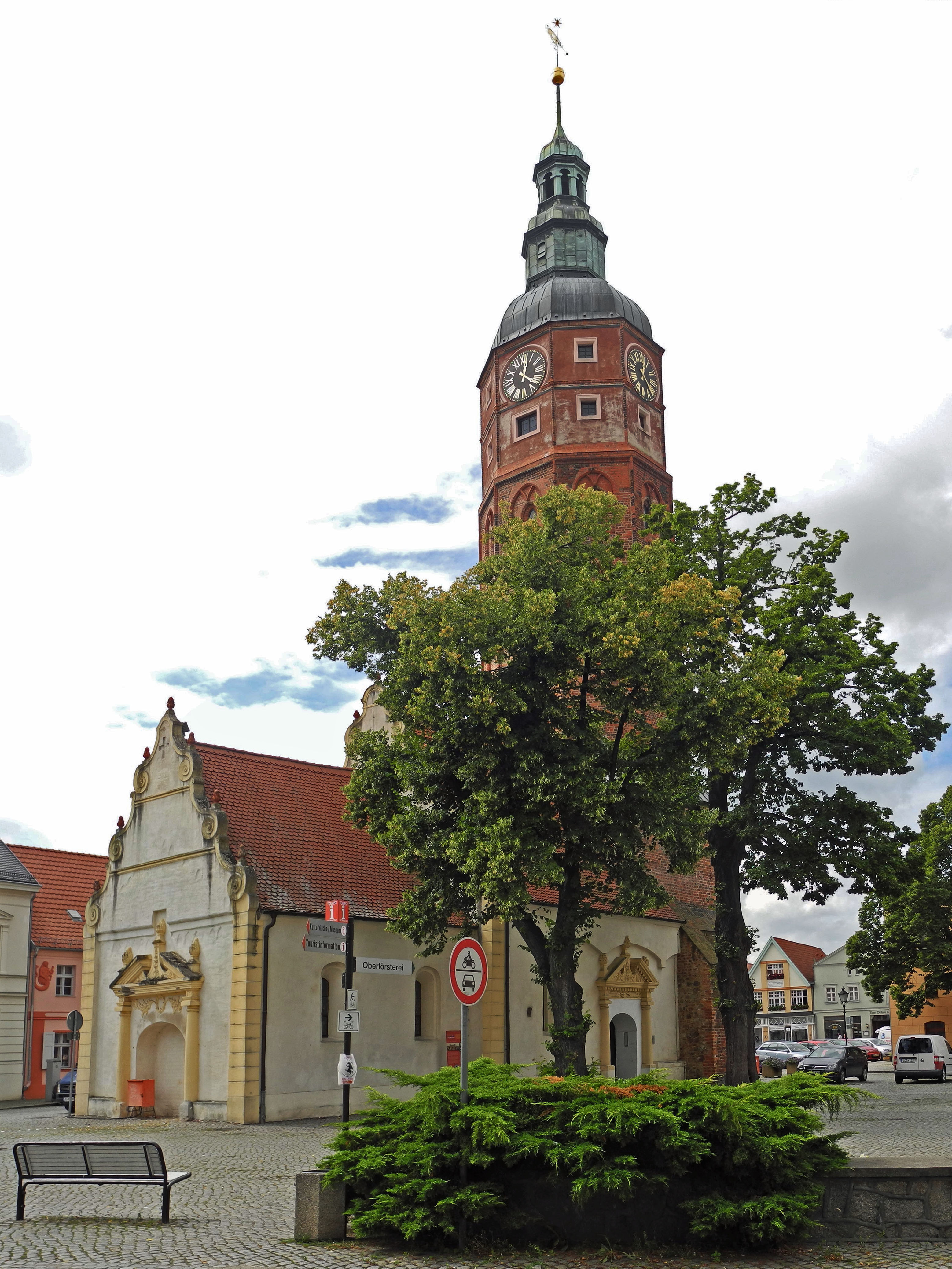
Georgenkapelle (2017)

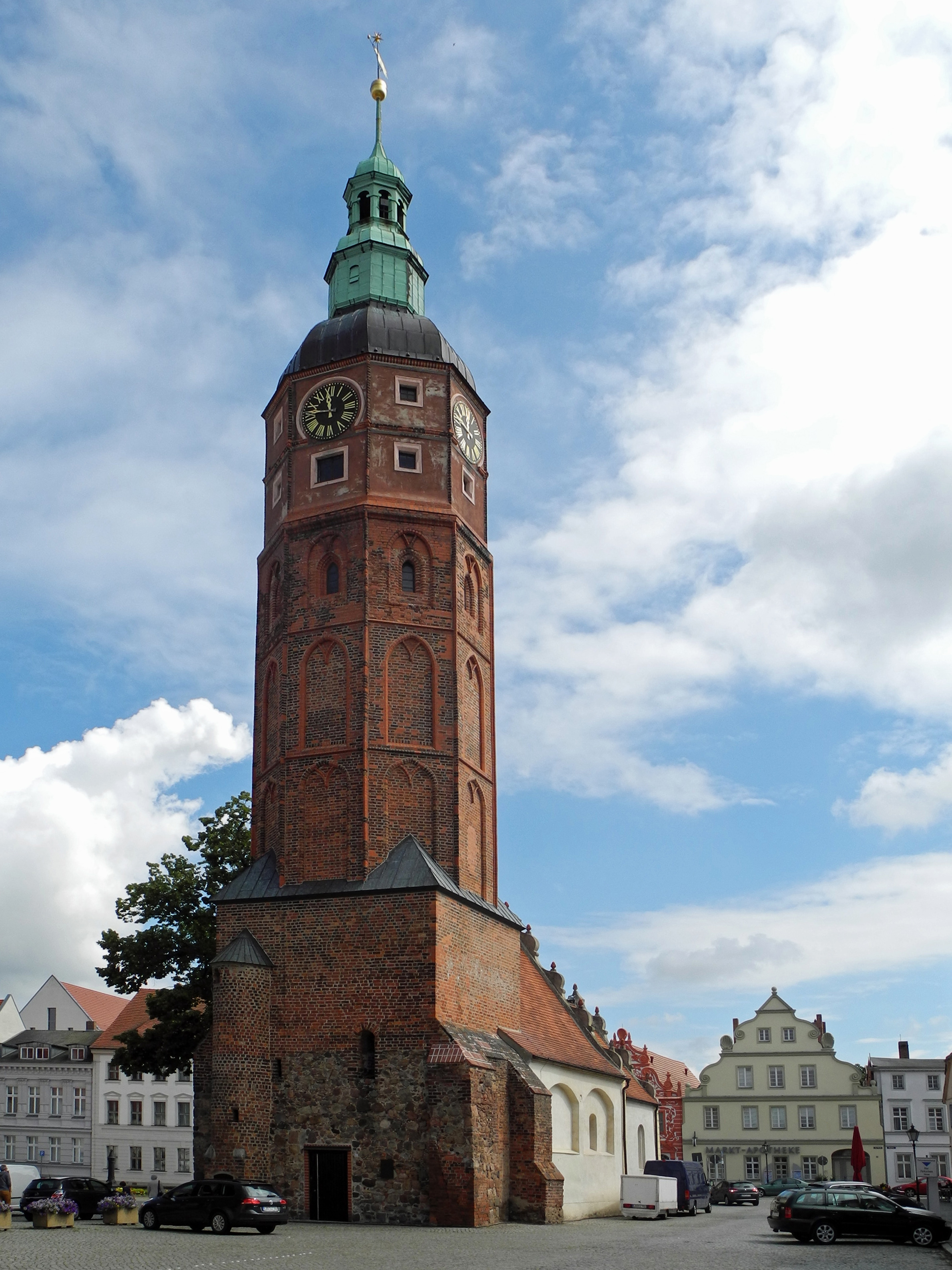
Ansicht des Hausmannsturms (2017)

Die Georgenkapelle mit dem direkt angrenzenden Hausmannsturm ist ein früher kirchlich genutztes Bauwerk in der Stadt Luckau im Landkreis Dahme-Spreewald in Brandenburg. Sie ist ein eingetragenes Baudenkmal in der Denkmalliste des Landes Brandenburg.

## Geschichte
An Stelle der Georgenkapelle stand frühere eine Holzkirche aus dem 12. Jahrhundert, deren Fundamente 1996 bei Bauarbeiten freigelegt wurden. Die Kapelle wurde vermutlich Anfang des 13. Jahrhunderts gebaut und im Jahr 1386 in einer Urkunde als capella bezeichnet. Der Hausmannsturm im gotischen Stil mit innen verstärkten Wänden wurde um 1500 aufgemauert. Nach der Reformation wurde die Funktion als Gotteshaus aufgegeben. Im Jahr 1656 wurde der Turm auf 47 Meter erhöht, ab 1697 diente er als Wachturm. Bei den Umbauarbeiten zur Hauptwache wurde die Georgenkapelle barockisiert.
Auf dem Turm war ein Turmwächter beschäftigt, der insbesondere als Brandwache diente. Diese Wache fiel erst 1910 mit Einbau einer Turmuhr weg. Bis 1935 blieb das Gebäude auch weiterhin Spritzenhaus der Freiwilligen Feuerwehr Luckau. Während des Zweiten Weltkrieges wurde der Hausmannsturm zeitweise wieder mit einem Turmwächter besetzt. Im Jahre 1969 erfolgte ein Umbau des Turmes, die Kapelle dient seitdem als Kleiner Festsaal der Stadt Luckau und wird unter anderem für standesamtliche Eheschließungen genutzt. Im Jahr 1996 wurde der Turm erneut saniert. Eine Besichtigung und ein Turmaufstieg sind möglich.

## Architektur

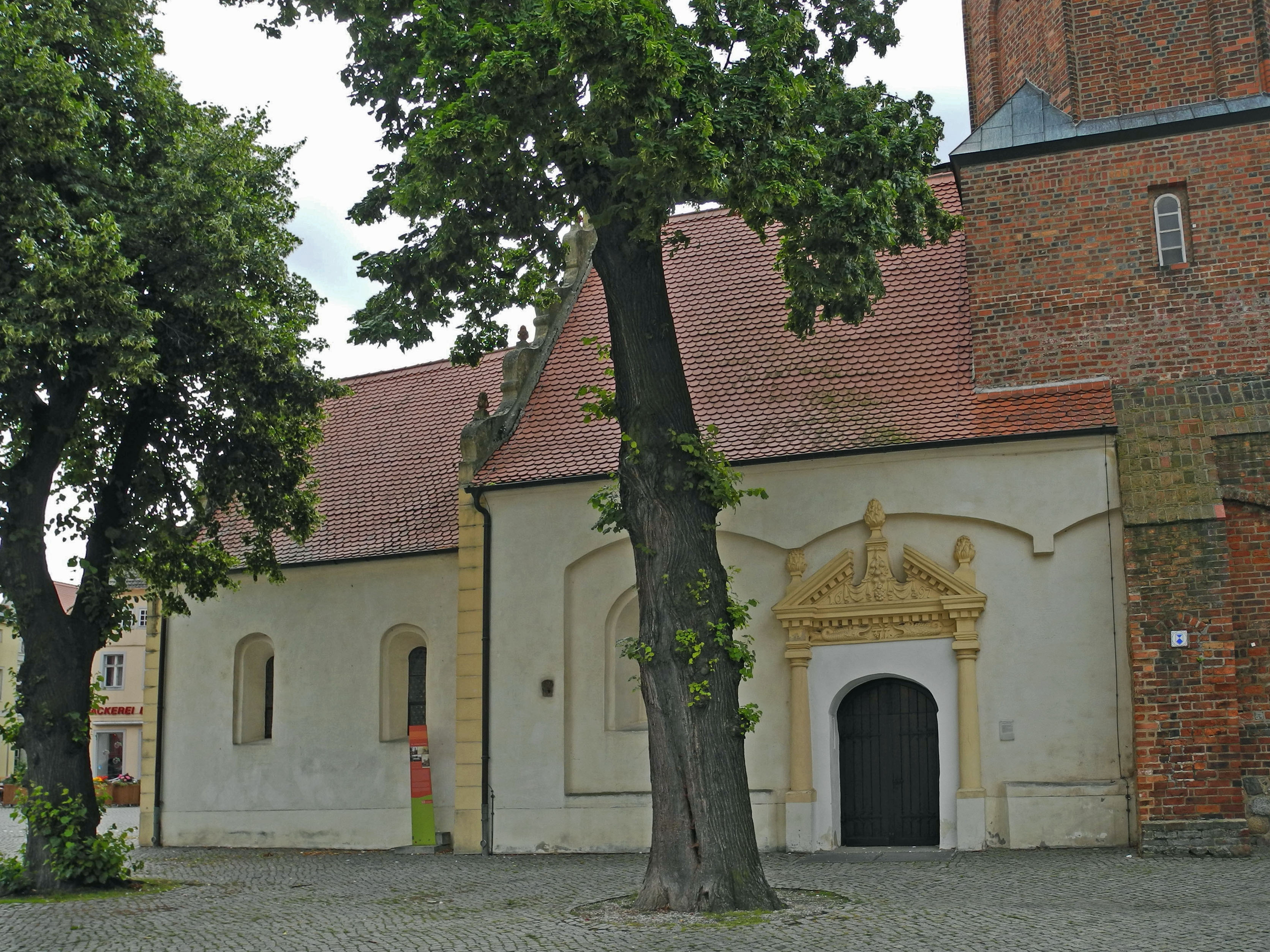
Nördliches Eingangsportal (2017)

Die verputzte Kapelle wurde beim Umbau im Jahr 1697 mit einem Volutengiebel versehen. Die beiden Portale an der Nord- und Südseite haben eine Ädikularahmung, im Norden mit toskanischen Säulen. Der Hausmannsturm ist ein fünfgeschossiger achteckiger Turm auf einem rechteckigen Unterteil, dort befindet sich an der nordwestlichen Ecke ein halbrunder Treppenturm. Die Obergeschosse des Turms sind mit spitzbogigen Blenden versehen. Abgeschlossen wird der Turm mit einer Schweifhaube mit doppelter Laterne, Turmkugel und Wetterfahne.
Das Schiff der Kapelle wurde beim Umbau im späten 15. oder frühen 16. Jahrhundert mit Sterngewölbe eingewölbt, der Chor ist mit Netzgewölbe überzogen. Das Turmjoch wurde nachträglich baulich abgetrennt und ist tonnengewölbt.